# Mausica
Mausica es una localidad de Trinidad y Tobago, que forma parte de la región de Tunapuna-Piarco.

## Geografía
La localidad abarca parte de la isla Trinidad y limita al norte y este con D'Abadie, al sur con Centeno y Carapo y al oeste con Red Hill y Maloney Gardens.

## Demografía
Datos demográficos de la localidad de Mausica:
| Gráfica de evolución demográfica de Mausica entre 2000 y 2011 |
|                                                               |